# CNT Curitiba
CNT Curitiba é uma emissora de televisão brasileira sediada em Curitiba, capital do estado do Paraná. Opera no canal 6 (43 UHF digital) e é uma emissora própria e geradora da Central Nacional de Televisão. Divide o encabeçamento da rede juntamente à CNT Rio de Janeiro e a CNT Tropical. O canal foi inaugurado em 1960 como TV Paraná por iniciativa dos jornalistas Assis Chateaubriand, proprietário do conglomerado de mídia Diários Associados, do qual a emissora tinha apoio, e Adherbal Stresser. Vendida à família Martinez, liderou uma pequena rede estadual na década de 1980 que posteriormente passou a ter cobertura nacional, a Rede OM. A mesma mudou sua identificação para CNT em 1993. 

## História
A TV Paraná foi inaugurada em 19 de dezembro de 1960, sendo a segunda emissora de televisão lançada no estado, que contava desde 29 de outubro do mesmo ano com a TV Paranaense. A emissora tinha apoio logístico dos Diários Associados, conglomerado de mídia pertencente ao jornalista Assis Chateaubriand, que adquiriu diretamente do Governo Federal a concessão do canal 6 de Curitiba, e sua instalação ficou a cargo de Adherbal Stresser, então diretor do jornal Diário do Paraná. O apoio possibilitou que o canal usufruísse de equipamentos e profissionais da TV Tupi de São Paulo, também do grupo de Chateaubriand, da qual eram retransmitidos no Paraná alguns de seus programas. A grade local priorizava transmissões esportivas, e a emissora foi a primeira no Brasil a exibir um jogo de futebol com narração.
Em 1975, os Diários Associados e a família Stresser vendem a TV Paraná ao empresário Oscar Martinez, e seu filho José Carlos Martinez assume a direção da emissora. Em 1978, passou a retransmitir a programação da Rede Bandeirantes. No ano seguinte, os Martinez inauguram em Londrina a TV Tropical, que também se afiliaria à Bandeirantes. Ambos os canais formam uma cadeia estadual que em 1982 é nomeada como Rede OM (sigla para Organizações Martinez). Durante a década de 1980, outras duas emissoras são criadas e compõem a rede — a TV Carimã de Cascavel e a TV Maringá.
Em junho de 1991, as TVs Paraná e Tropical afiliam-se à Rede Record. Ao final daquele ano, foram anunciados os planos de expandir a cobertura da OM para outros estados, o que a tornaria uma rede de abrangência nacional, com a TV Paraná como geradora, deixando, assim, de retransmitir a Record e assumindo uma programação independente. O lançamento da Rede OM Brasil ocorreu em março de 1992. Em maio do ano seguinte, com o desgaste provocado por polêmicas em que se envolveu, a rede muda sua identificação para Central Nacional de Televisão (CNT), e suas emissoras próprias aderem ao novo nome.

## Sinal digital
| PSIP | Canal  | Proporção de tela | Programação                       |
| ---- | ------ | ----------------- | --------------------------------- |
| 6.1  | 43 UHF | 1080i             | Programação da CNT Curitiba / CNT |

A emissora iniciou os testes de transmissão em sinal digital através do canal 43 UHF (6.1 virtual) em 16 de dezembro de 2011.
Transição para o sinal digital
Com base no decreto federal de transição das emissoras de TV brasileiras do sinal analógico para o digital, a CNT, bem como as outras emissoras de Curitiba, cessou suas transmissões pelo canal 6 VHF em 31 de janeiro de 2018, seguindo o cronograma oficial da ANATEL.

## Retransmissoras
- Antônio Olinto - 31 UHF
- Boa Esperança - 13 VHF
- Boa Ventura de São Roque - 45 UHF
- Cândido de Abreu - 45 UHF
- Guaraqueçaba - 13 VHF
- Lapa - 21.1 (43 UHF digital)
- Matinhos - 40 UHF
- Pontal do Paraná - 40 UHF

## Programas
Além de gerar a programação nacional, a CNT Curitiba produz os seguintes programas:
- CNT Notícias PR
- Tempo Extra PR
- CNT entrevista
- CNT News PR
- CNT Esporte